# Pinacopodium
Pinacopodium là một chi thực vật có hoa trong họ Erythroxylaceae.

## Loài
Chi Pinacopodium gồm các loài: